# Anisaedus pellucidas
Espèce
Anisaedus pellucidas est une espèce d'araignées aranéomorphes de la famille des Palpimanidae.

## Distribution
Cette espèce est endémique du Chili. Elle se rencontre dans les régions d'Antofagasta et d'Atacama,.

## Description
Les mâles mesurent de 5,51 à 6,44 mm et la femelle 7,63 mm.

## Publication originale
- Platnick, 1975 : A revision of the palpimanid spiders of the new subfamily Otiothopinae (Araneae, Palpimanidae). American Museum Novitates, no 2562, p. 1-32 (texte intégral).